# Mistrzostwa Europy w Badmintonie 2012
Mistrzostwa Europy w Badmintonie 2012 – 23. edycja mistrzostw Europy w badmintonie rozegrana w dniach 16–21 kwietnia 2012 w Karlskronie (Szwecja). 

## Medaliści
| Konkurencja:            | Złoto:                                  | Srebro:                           | Brąz:                                                           |
| gra pojedyncza kobiet   | Tine Baun                               | Juliane Schenk                    | Linda Zecziri Jie Yao                                           |
| gra pojedyncza mężczyzn | Marc Zwiebler                           | Henri Hurskainen                  | Viktor Axelsen Jan Ø. Jørgensen                                 |
| gra podwójna kobiet     | Christinna Pedersen Kamilla Rytter Juhl | Line Damkjar Kruse Marie Roepke   | Sandra Marinello Birgit Michels Waleria Sorokina Nina Wisłowa   |
| gra podwójna mężczyzn   | Mathias Boe Carsten Mogensen            | Michael Fuchs Oliver Roth         | Rasmus Bonde Anders Kristiansen Andrew Ellis Chris Adcock       |
| gra mieszana            | Robert Mateusiak Nadieżda Zięba         | Mads Pieler Kolding Julie Houmann | Chris Adcock Imogen Bankier Thomas Laybourn Kamilla Rytter Juhl |

## Klasyfikacja medalowa
| Miejsce | Państwo  |   |   |     | Razem |
| ------- | -------- | - | - | --- | ----- |
| 1.      | Dania    | 3 | 2 | 4   | 9     |
| 2.      | Niemcy   | 1 | 2 | 1   | 4     |
| 3.      | Polska   | 1 | 0 | 0   | 1     |
| 4.      | Szwecja  | 0 | 1 | 0   | 1     |
| 5.      | Anglia   | 0 | 0 | 1,5 | 1,5   |
| 6.      | Bułgaria | 0 | 0 | 1   | 1     |
| 6.      | Holandia | 0 | 0 | 1   | 1     |
| 6.      | Rosja    | 0 | 0 | 1   | 1     |
| 9.      | Szkocja  | 0 | 0 | 0,5 | 0,5   |